# Taxonomía de Bartle
La taxonomía de Bartle es una clasificación de los jugadores de videojuegos (gamers), basado en un escrito de 1996 hecho por Richard Bartle de acuerdo a las acciones preferentes de los jugadores. La clasificación originalmente describía a jugadores de juegos multijugador en línea (incluyendo los MUDs y los MMORPGs), aunque ahora también se refiere a los jugadores de videojuegos de un solo jugador.
La taxonomía se basa en la teoría de los personajes. La teoría consta de cuatro personajes: los Triunfadores, los Exploradores, los Sociables, y los Asesinos. Estos son imaginados de acuerdo a un modelo de cuadrantes donde el eje X representa la preferencia por la interacción con otros jugadores frente a la exploración del mundo y el eje Y representa la preferencia por las interacciones frente a las acciones.

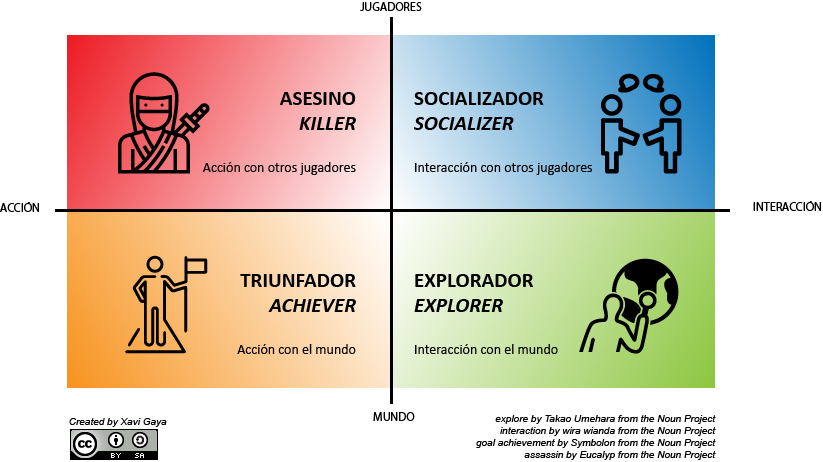
Taxonomía de Bartle

## Triunfadores
También conocidos como "Diamantes", son los jugadores que prefieren ganar "puntos", niveles, equipos y logros en un juego. Ellos hacen grandes esfuerzos para alcanzar recompensas que les confieren poco o nada de beneficio en el juego, simplemente por el prestigio de alcanzar dichas metas. Son atraídos por aquellos juegos que ofrecen una vasta variedad de objetivos y logros, como también tablas de clasificaciones, entre otras formas de poder exponer sus logros. 
Su competencia contra otros jugadores se basa en ser el que más tenga de los demás, una forma menos directa de competencia entre jugadores, ya que no hay una interacción que perjudique a un jugador, si no solo una carrera por ser el mejor primero.

## Exploradores
Los exploradores, apodado "Picas" por su tendencia a cavar a su alrededor, son los jugadores que prefieren descubrir áreas, la creación de mapas y aprender acerca de lugares ocultos. A menudo se sienten restringidos cuando un juego espera que ellos se muevan en cierto tiempo, debido a que no les permite mirar a su alrededor a su propio ritmo. Se produce una gran alegría en el descubrimiento de un desconocido "glitch" o un "huevo de Pascua".
El género que apela más a este tipo de jugadores son los de mundo abierto, ya que tienen una libertad increíble sobre la exploración del juego, y si no es suficiente, siempre encuentran una forma de explorar más de lo que deben mediante trucos y bugs.

## Sociables
Hay una multitud de jugadores que deciden jugar a juegos por el aspecto social, más que por el propio juego en sí. Estos jugadores son conocidos como Sociables o "Corazones". Consiguen el mayor disfrute de un juego mediante la interacción con otros jugadores, y en algunas ocasiones, con personajes no jugables. El juego es simplemente una herramienta que se utiliza para conocer a otras personas en el juego o fuera de él.

## Asesinos
"Garrotes" es un apodo muy preciso para describir al Asesino. Ellos prefieren la competencia con otros jugadores y personajes no jugables. Es un tipo de jugador bastante competitivo, y con solo ver el tipo de juegos que prefieren casi se puede asumir si es un Asesino o no. Les encanta la destrucción de otros jugadores, y en general buscarán cualquier forma de competir por algo si es que se puede. 
En muchos juegos donde existe más exploración y logros (MMORPGs, por ejemplo) que competitividad entre jugadores, siempre hay jugadores que quieren crear objetos más poderosos para ser mejores y más peligrosos que otros, por lo que salen a explorar más y llegan a obtener cosas que pocos lo hacen, solo con la intención de querer poder vencer a sus oponentes.

## Aplicaciones
Esta taxonomía se utiliza para ayudar a los jugadores a definir su tipo de juego, y también ha sido usada por los diseñadores de videojuegos para ayudar a definir los requisitos de los juegos que están pensados para atraer a una audiencia en particular.

## Historia del concepto
En 2006, después de estar durante diez años en un servidor web mantenido por Erwin Andreasen, la base de datos tuvo problemas. Después de varios meses, la prueba fue reescrita y se trasladó a servidores GamerDNA para conservar los datos originales de la prueba.
A lo largo del tiempo se han creado más categorías para los tipos de jugadores, como lo hizo Richard Bartle.

## Categorías más amplias
Richard Bartle también creó una versión de su modelo que incluye un tercer eje de implícito/explícito, dando lugar a ocho tipos de jugador.
Triunfadores
- Planificador (explícito)
- Oportunista (implícito)

Exploradores
- Científico (explícito)
- Hacker (implícito)

Sociables
- Networker (explícito)
- Amigo (implícito)

Asesinos
- Político (explícito)
- Griefer (implícito)